# Test di Schilling
Il Test di Schilling, dal nome del medico Robert Frederick Schilling che lo ha ideato, è un esame clinico utilizzato per determinare il dosaggio di vitamina B12.
L'esame permette di definire le concentrazioni di vitamina nell'organismo, in modo tale da poter effettuare una diagnosi di anemia perniciosa. Valutando il tasso di vitamina B12 radioattiva emessa con le urine è possibile valutare la capacità dell'organismo di assorbire la vitamina.
L'assorbimento della vitamina B12 da parte dell'organismo richiede la presenza di una sostanza definita fattore intrinseco. Un eventuale problema nell'assorbimento della vitamina può derivare da una patologia a livello gastrico che causa una diminuzione della produzione di fattore intrinseco (malattia di Biermer), oppure da una patologia a livello dell'intestino tenue.
Per poter determinare a quale livello si presenta il disturbo, è necessario effettuare il test di Schilling in due diversi momenti: prima senza, poi con il fattore intrinseco.
L'esame si svolge in un ambulatorio di medicina nucleare, con paziente a digiuno da almeno sei ore. Al paziente viene somministrata per via enterale una dose di vitamina B12 radioattiva, in una quantità proporzionale al suo peso, per poi ricevere una seconda dose, stavolta endovenosa, contenente vitamina B12 non radioattiva: quest'ultima ha la funzione di saturare i siti di legame della B12 a livello del fegato (organo deputato all'immagazzinamento della vitamina) in modo tale che la vitamina B12 radioattiva non venga captata dal circuito epatico.
Il paziente poi è invitato a raccogliere le urine nell'arco delle 48 ore in modo da valutare i livelli di radiazione: in presenza di un deficit di assorbimento della vitamina B12 tali livelli saranno diminuiti.